# Romeo Castelen
Romeo Castelen (Paramaribo, 3. svibnja 1983.) bivši je nizozemski nogometaš surinamskog porijekla. 

## Karijera
Castelen je započeo svoju profesionalnu karijeru 2000. godine u ADO Den Haagu, igrao je dvije pune sezone u drugoj ligi. Nakon četiri godine u Den Haagu 2004. prelazi u Feyenoord, gdje je u tri godine odigrao 65 utakmica i postigao 20 golova. Krajem srpnja 2007. potpisao je ugovor s njemačkim klubom Hamburger SV. U Hamburgu je igrao četiri godine za Hamburger SV i Hamburger SV II. Godine 2013. odlazi u Rusiju gdje igra za Volgu iz Nižnji Novgoroda. Iste godine vraća se u Nizozemsku gdje je igrao za RKC Waalwijk. Poslije toga je potpisao za Western Sydney Wanderers.

## Reprezentativna karijera
Castelen je igrao dobro 2004. godine u Feyenoordu te je impresionirao novoimenovanog nizozemskog izbornika Marca van Bastena, debitirao je za Oranje, 18. kolovoza 2004. u prijateljskoj utakmici protiv Švedske. Zbog loše forme nije izborio mjesto u reprezentaciji za Svjetsko prvenstvo 2006. godine. Godine 2006. osvojio je U-21 Europsko nogometno prvenstvo u Portugalu.

## Vanjske poveznice
- Profil na fussballdaten.de